# Niggas in Paris
«Niggas in Paris» (отредактировано для радио как «In Paris» или просто «Paris»; цензурировано в альбоме как «Ni**as in Paris») — песня американских рэперов Jay-Z и Kanye West из их совместного альбома Watch the Throne (2011). На неделе выпуска альбома песня дебютировала под номером 75 на американском Billboard Hot 100, а в конце концов достигла пика под номером 5. Сингл получил награду за лучшее рэп-исполнение и лучшую рэп-песню на 55-й ежегодной премии Грэмми.

## О песне
Песня построена вокруг петли синтезаторов колокола из музыкальной библиотеки Dirty South Bangaz. В треке присутствуют сэмплы из песен «Baptizing Scene» Уолтера Дональдсона и «Victory» Puff Daddy совместно с The Notorious B.I.G. и Busta Rhymes, а также диалог из фильма «Лезвия славы: Звездуны на льду», разработанного кинокомпанией «DreamWorks|DreamWorks Pictures».
На обложке «Niggas in Paris» изображен флаг Франции с черной полосой, заменяющей синюю. Эта обложка также использовалась для песни Kanye West и Jay-Z «Why I Love You», которая была выпущена на радио одновременно с «Niggas in Paris» 13 сентября 2011 года.

## Музыкальное видео
13 декабря 2011 года, после последней остановки музыкантов в Лос-Анджелесе в Staples Center во время тура Watch the Throne Jay-Z объявил, что для музыкального клипа песни будет использовано живое выступление. Видео, было выпущено Good Company 9 февраля 2012 года на VEVO и было снято самим Канье Уэстом. В видеоролике представлены живые концертные кадры, обработанные строб-эффектами, калейдоскопическими зеркальными изображениями, вставками кошек в джунглях и изображениями достопримечательностей Парижа (в основном, Нотр-Дам де Пари).
Как и в случае с самим треком, в видео также есть краткий фрагмент из фильма «Лезвия славы». В клипе местами ненадолго появляются Кид Кади , Хит-Бой и Кинг Чип. Видео также содержит предупреждающее сообщение для зрителей о съемке со вспышкой в видео.

## Коммерческий успех
27 августа 2011 года «Niggas in Paris» дебютировал на американском Billboard Hot 100 под номером 75, став вторым по величине дебютом для любого сингла альбома после " Who Gon Stop Me ". На американской Billboard Hot Digital Songs песня дебютировала под номером 58 еще до того, как была выпущена как сингл альбома. С тех пор она достигла пика под номером пять на Billboard Hot 100. По состоянию на ноябрь 2012 года, песня была продана в США 3 миллионами копий.
В Соединенном Королевстве песня достигла своего пика под номером 10 на UK Singles Chart 18 марта 2012 года — на дату окончания недели 24 марта 2012 года — проведя десять недель в верхних сорока чартах, продав 200 000 копий. По данным The Official Charts Company, песня была продана в Великобритании 432 000 копий.

## Творческая группа
Запись
- Записано по адресу: Отель Meurice, Париж.

Персонал
- Kanye West — автор песни, вокал, продюсирование
- Jay-Z — автор песни, вокал
- Hit-Boy — автор песни, производство
- Майк Дин — мастеринг, автор песни, производство
- Энтони Килхоффер — сведение, дополнительное производство
- Ной Гольдштейн — запись

Сэмплы
- Песня содержит сэмплы из фильма 2007 года «Лезвия славы», любезно предоставленные Paramount Pictures, и из «Baptizing Scene», исполненные и написанные преподобным В. А. Дональдсоном (из сборника Алана Ломакса «Звуки юга» 1960 года).

## Чарты
| Chart (2011-14)                        | Peak position |
| -------------------------------------- | ------------- |
| Australia (ARIA)                       | 66            |
| Австрия (Ö3 Austria Top 40)            | 38            |
| Бельгия/Фландрия (Ultratop 50)         | 17            |
| Бельгия/Валлония (Ultratop 50)         | 29            |
| Канада (Billboard Canadian Hot 100)    | 16            |
| Дания (Tracklisten)                    | 19            |
| Франция (SNEP)                         | 28            |
| Германия (GfK)                         | 40            |
| Ирландия (IRMA)                        | 22            |
| Нидерланды (Dutch Top 40)              | 37            |
| Нидерланды (Single Top 100)            | 28            |
| Новая Зеландия (Recorded Music NZ)     | 38            |
| Шотландия (OCC Scotland)               | 14            |
| Словакия (Singles Digitál Top 100)     | 94            |
| South Korea Gaon Chart                 | 53            |
| Швеция (Sverigetopplistan)             | 44            |
| Швейцария (Schweizer Hitparade)        | 43            |
| Великобритания (OCC UK Hip Hop/R&B)    | 3             |
| Великобритания (OCC UK Singles)        | 10            |
| США (Billboard Hot 100)                | 5             |
| США (Billboard Dance/Mix Show Airplay) | 15            |
| США (Billboard Hot R&B/Hip-Hop Songs)  | 1             |
| США (Billboard Hot Rap Songs)          | 1             |
| США (Billboard Pop Airplay)            | 17            |
| США (Billboard Rhythmic)               | 3             |

| Chart (2011)                         | Position |
| ------------------------------------ | -------- |
| US Hot R&B/Hip-Hop Songs (Billboard) | 46       |

| Chart (2012)                         | Position |
| ------------------------------------ | -------- |
| Australia Urban Singles (ARIA)       | 46       |
| Canada (Canadian Hot 100)            | 54       |
| Netherlands (Single Top 100)         | 66       |
| UK Singles (Official Charts Company) | 31       |
| US Billboard Hot 100                 | 40       |
| US Hot R&B/Hip-Hop Songs (Billboard) | 11       |
| US Rap Songs (Billboard)             | 3        |

| Chart (2013)                         | Position |
| ------------------------------------ | -------- |
| Australia Urban Singles (ARIA)       | 37       |
| UK Singles (Official Charts Company) | 188      |

| Chart (2015)                   | Position |
| ------------------------------ | -------- |
| Australia Urban Singles (ARIA) | 50       |

| Chart (2016)                   | Position |
| ------------------------------ | -------- |
| Australia Urban Singles (ARIA) | 30       |

## Сертификаты
| Регион | Сертификация  | Продажи    |
| --- | ------------- | ---------- |
| Австралия (ARIA) | 2× Платиновый | 140 000^   |
| Бельгия (BEA) | Золотой       | 15 000*    |
| Канада (Music Canada) | Платиновый    | 80,000^    |
| Дания (IFPI Danmark) | Золотой       | 15,000^    |
| Германия (BVMI) | Платиновый    | 300 000    |
| Италия (FIMI) | Золотой       | 25,000     |
| Великобритания (BPI) | 3× Платиновый | 1,520,000  |
| США (RIAA) | Бриллиантовый | 10 000 000 |
| * Данные о продажах приведены только на основе сертификации. · ^ Данные о тиражах приведены только на основе сертификации. · Данные о продажах + прослушиваниях приведены только на основе сертификации. |               |            |

## История выпусков
| Страна | Дата                | Формат                   | Лэйбл                          |
| ------ | ------------------- | ------------------------ | ------------------------------ |
| США    | 13 Сентября 2011 г. | Rhythmic and Urban radio | Roc-A-Fella Roc Nation Def Jam |
| США    | 8 Ноября 2011 г.    | Mainstream radio         | Roc-A-Fella Roc Nation Def Jam |